# Liste des parcs d'État de la Caroline du Nord
Liste des parcs d'État de la Caroline du Nord aux États-Unis d'Amérique par ordre alphabétique. Ils sont gérés par le North Carolina Department of Environment and Natural Resources.
- Carolina Beach
- Chimney Rock
- Cliffs of the Neuse
- Crowders Mountain
- Dismal Swamp
- Elk Knob
- Eno River
- Falls Lake
- Fort Fisher
- Fort Macon
- Goose Creek
- Gorges
- Hammocks Beach
- Hanging Rock
- Haw River
- Jockey's Ridge
- Jones Lake
- Jordan Lake
- Kerr Lake
- Lake James
- Lake Norman
- Lake Waccamaw
- Lumber River
- Mayo River
- Medoc Mountain
- Merchants Millpond
- Morrow Mountain
- Mount Jefferson
- Mount Mitchell
- New River
- Occoneechee Mountain
- Pettigrew
- Pilot Mountain
- Raven Rock
- Singletary Lake
- South Mountains
- Stone Mountain
- Weymouth Woods-Sandhills
- William B. Umstead